# Liste der Flughäfen und Flugplätze in Usbekistan
Dies ist eine Liste der Flugplätze in Usbekistan und zeigt die Flugplätze geordnet nach Orten. Flughäfen mit regelmäßigem Linienverkehr sind in Fettschrift gekennzeichnet.
| Ort              | ICAO             | IATA             | Name des Flugplatzes                                                  | Koordinaten                  | Start- und Landebahn                  |
| Zivile Flughäfen | Zivile Flughäfen | Zivile Flughäfen | Zivile Flughäfen                                                      | Zivile Flughäfen             | Zivile Flughäfen                      |
| ---------------- | ---------------- | ---------------- | --------------------------------------------------------------------- | ---------------------------- | ------------------------------------- |
| Andizhan         | UTFA             | AZN              | Flughafen Andizhan                                                    | 40° 43′ 40″ N, 72° 17′ 38″ O | 2978 × 38 m Asphalt                   |
| Bukhara          | UTSB             | BHK              | Flughafen Buxoro                                                      | 39° 46′ 30″ N, 64° 29′ 0″ O  | 3000 × 45 m Asphalt                   |
| Fergana          | UTFF             | FEG              | Flughafen Fergana                                                     | 41° 15′ 28″ N, 69° 16′ 52″ O | 2860 × 50 m                           |
| Kungrad          |                  |                  | Flughafen Kungrad                                                     | 43° 4′ 59″ N, 58° 53′ 3″ O   | 1437 × 30 m Asphalt                   |
| Karshi           | UTSK             | KSQ              | Flughafen Karshi                                                      | 38° 48′ 14″ N, 65° 46′ 21″ O | 2825 × 48 m Beton                     |
| Muynak (Mo‘ynoq) | UTNM             |                  | Flughafen Muynak                                                      | 43° 45′ 18″ N, 59° 1′ 51″ O  | 1513 × 31 m Asphalt                   |
| Maymanak         |                  |                  | Flughafen Maymanak                                                    | 39° 8′ 16″ N, 65° 9′ 55″ O   | 2493 × 38 m Asphalt                   |
| Namangan         | UTFN             | NMA              | Flughafen Namangan                                                    | 40° 59′ 4″ N, 71° 33′ 24″ O  | 3261 × 49 m Asphalt                   |
| Navoiy           | UTSA             | NVI              | Flughafen Navoiy                                                      | 40° 7′ 4″ N, 65° 10′ 30″ O   | 4000 × 45 m Beton                     |
| Nukus            | UTNN             | NCU              | Flughafen Nukus                                                       | 42° 29′ 18″ N, 59° 37′ 24″ O | 3007 × 45 m Beton                     |
| Samarkand        | UTSS             | SKD              | Flughafen Samarqand                                                   | 39° 42′ 2″ N, 66° 59′ 2″ O   | 3105 × 45 m Asphalt                   |
| Sary Asiya       | UTSR             |                  | Flughafen Sary Asiya                                                  | 38° 24′ 38″ N, 67° 56′ 43″ O | 1524 × 35 m Asphalt                   |
| Shakhrisabz      | UTSH             |                  | Flughafen Shakhrisabz                                                 | 39° 1′ 48″ N, 66° 46′ 32″ O  |                                       |
| Tashkent         | UTTT             | TAS              | Flughafen Taschkent                                                   | 41° 15′ 28″ N, 69° 16′ 52″ O | 4000 × 60 m Beton 3905 × 45 m Asphalt |
| Tashkent         | UTTP             |                  | Neuer Flughafen Taschkent (Ehemals Tashkent Vostochny Tuzel Air Base) | 41° 18′ 37″ N, 69° 23′ 33″ O | 3270 × 60 m Asphalt                   |
| Termiz           | UTST             | TMJ              | Flughafen Termiz                                                      | 37° 17′ 12″ N, 67° 18′ 36″ O | 3000 × 42 m Beton                     |
| Toʻrtkoʻl        | UTNT             |                  | Flughafen Toʻrtkoʻl                                                   | 41° 34′ 30″ N, 60° 58′ 0″ O  | 1503 × 38 m Asphalt                   |
| Uchkuduk         | UTSU             |                  | Flughafen Uchkuduk                                                    | 42° 4′ 59″ N, 63° 26′ 57″ O  | 1476 × 35 m Asphalt                   |
| Urgench          | UTNU             | UGC              | Flughafen Urganch                                                     | 41° 35′ 3″ N, 60° 38′ 30″ O  | 3373 × 51 n Asphalt                   |
| Zarafshon        | UTSN             | AFS              | Flughafen Zarafshon                                                   | 41° 36′ 49″ N, 64° 13′ 58″ O | 1820 × 23 m                           |
| Zomin            | UTTZ             | OMN              | Flughafen Zomin                                                       | 40° 0′ 32″ N, 68° 24′ 54″ O  | 1200 m Asphalt                        |

## Militärflugplätze
| Ort             | ICAO | IATA | Name des Flughafens      | Koordinaten                  | Start- und Landebahn |
| --------------- | ---- | ---- | ------------------------ | ---------------------------- | -------------------- |
| Chirchik        |      |      | Chirchik Air Base        | 41° 30′ 39″ N, 69° 34′ 33″ O | 2494 × 32 m Asphalt  |
| Jasliq          |      |      | Jasliq Air Base          | 44° 1′ 48″ N, 57° 31′ 45″ O  |                      |
| Jizzakh         |      |      | Pakhtakor Air Base       | 40° 15′ 10″ N, 67° 54′ 38″ O | 3001 × 46 m Asphalt  |
| Kakaydi         |      |      | Kakaydy Air Base         | 37° 37′ 30″ N, 67° 31′ 2″ O  | 2391 × 38 m Asphalt  |
| Kagan           |      |      | Kagan South Air Base     | 39° 41′ 17″ N, 64° 32′ 41″ O | 1189 × 58 m Asphalt  |
| Karshi (Qarshi) | UTSK |      | Karshi-Khanabad Air Base | 38° 50′ 6″ N, 65° 54′ 45″ O  | 2834 × 44 m Asphalt  |